# Nagy szarvascsőrűmadár
A nagy szarvascsőrűmadár vagy homrai (Buceros bicornis) a madarak (Aves) osztályának a szarvascsőrűmadár-alakúak (Bucerotiformes) rendjébe, ezen belül a szarvascsőrűmadár-félék (Bucerotidae) családjába tartozó faj.

## Előfordulása
A nagy szarvascsőrűmadár a trópusi esőerdőkben él India nyugati részén, a Himalája lábánál, Thaiföldön, a Maláj-félsziget nagy részén, valamint Szumátrán. Veszélyeztetett madár.

## Alfajai
- Buceros bicornis bicornis
- Buceros bicornis cavatus

## Megjelenése
A tojó hossza 1 méter, a hím hossza 1,3 méter. Szárnyfesztávolsága 180 centiméter, csőrhossza pedig 25–30 centiméter. Tollruhájában a fekete és fehér szín dominál, de nyaka és melle okkersárga. Hosszú, fehér faroktollait fekete keresztsáv díszíti. A szarv a felső csőrkáván ül, erről kapta a nevét ez a madárcsalád. A könnyű szerkezetű csőrtoldalék felerősíti a madár hangját. A hím szeme vérvörös színű és mélyfekete gyűrű keretezi. A szarv elülső és hátulsó széle fekete. A tojó szeme, a hím szemével ellentétben fehér és vörös gyűrű övezi. A szarv elülső és hátulsó szegélye vöröses árnyalatú.

## Életmódja
A madár fán él, nappali állat és a táplálékot csapatosan keresgéli. Tápláléka gyümölcsök, magvak, rovarok, kisebb hüllők és emlősök. Körülbelül 20 évig él.

## Szaporodása
Az ivarérettséget valószínűleg két-hároméves korban éri el. Nincs meghatározott költési időszaka. Amikor költ, a tojó bezárkózik egy faodúba. Mindkét madár sárral és ürülékkel elzárja a faodú nyílását. Eközben a hím eteti a tojót és a fiókákat. A fészekaljban rendszerint két fehér tojás van, de általában, a szűk hely miatt, csak az egyik fióka marad meg. A tojó 28–31 napig kotlik. A fiatal madarak 2–3 hónapos korban repülnek ki.

## Természetvédelmi helyzete
Helyenként még gyakori faj. 
Az élelmezési célú vadászat és az erdőirtás azonban fontos veszélyeztető tényezők, ezért a Természetvédelmi Világszövetség Vörös Listáján a „mérsékelten veszélyeztetett” kategóriába sorolja a fajt.
Összehangolt tenyésztéssel próbálják meg megmenteni a fajt. Európában az Európai Állatkertek és Akváriumok Szövetsége felügyelete alá tartozó Európai Veszélyeztetett Fajok Programja (EEP) keretében tenyésztik a faj egyedeit.

## Képek

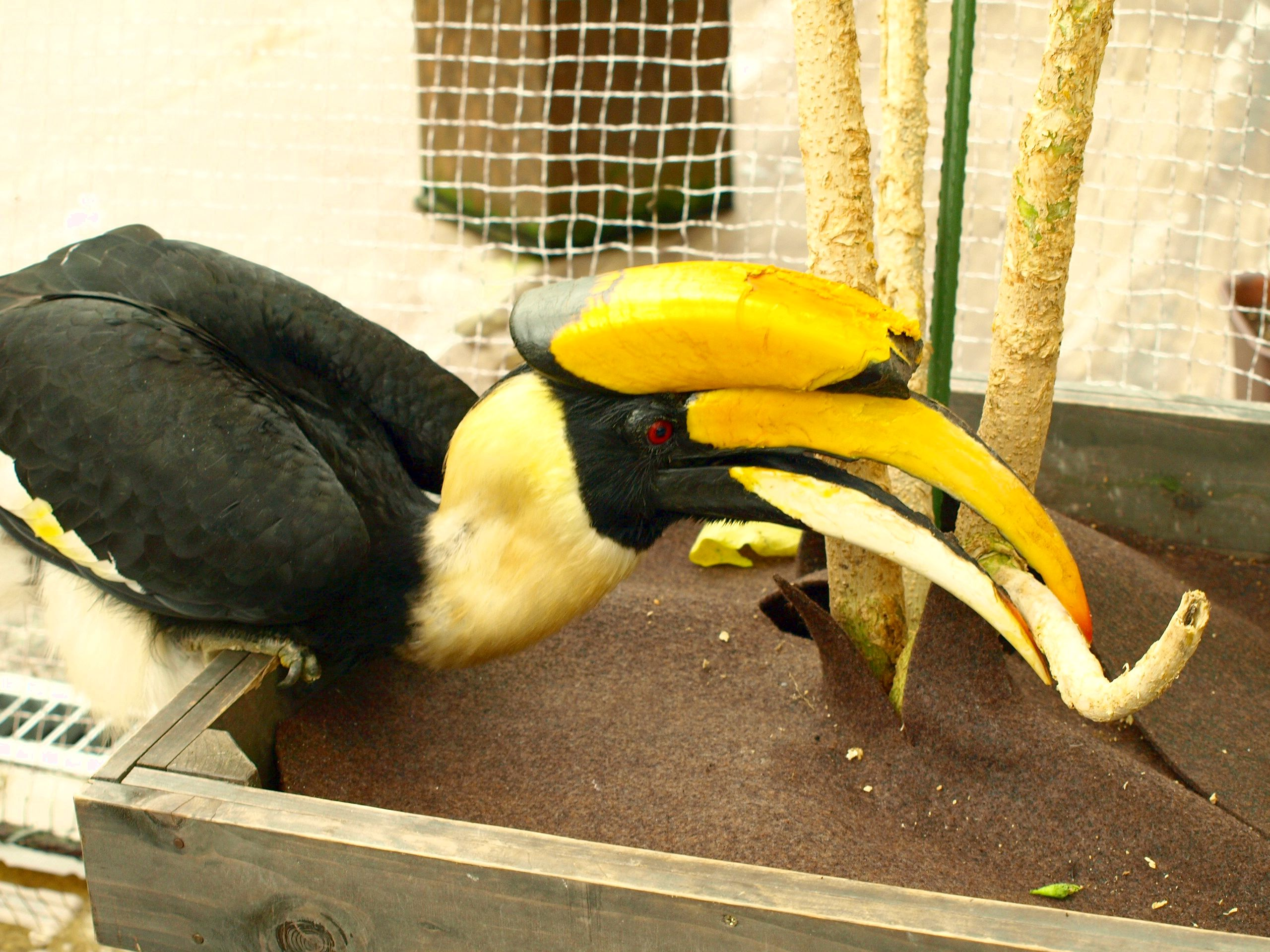
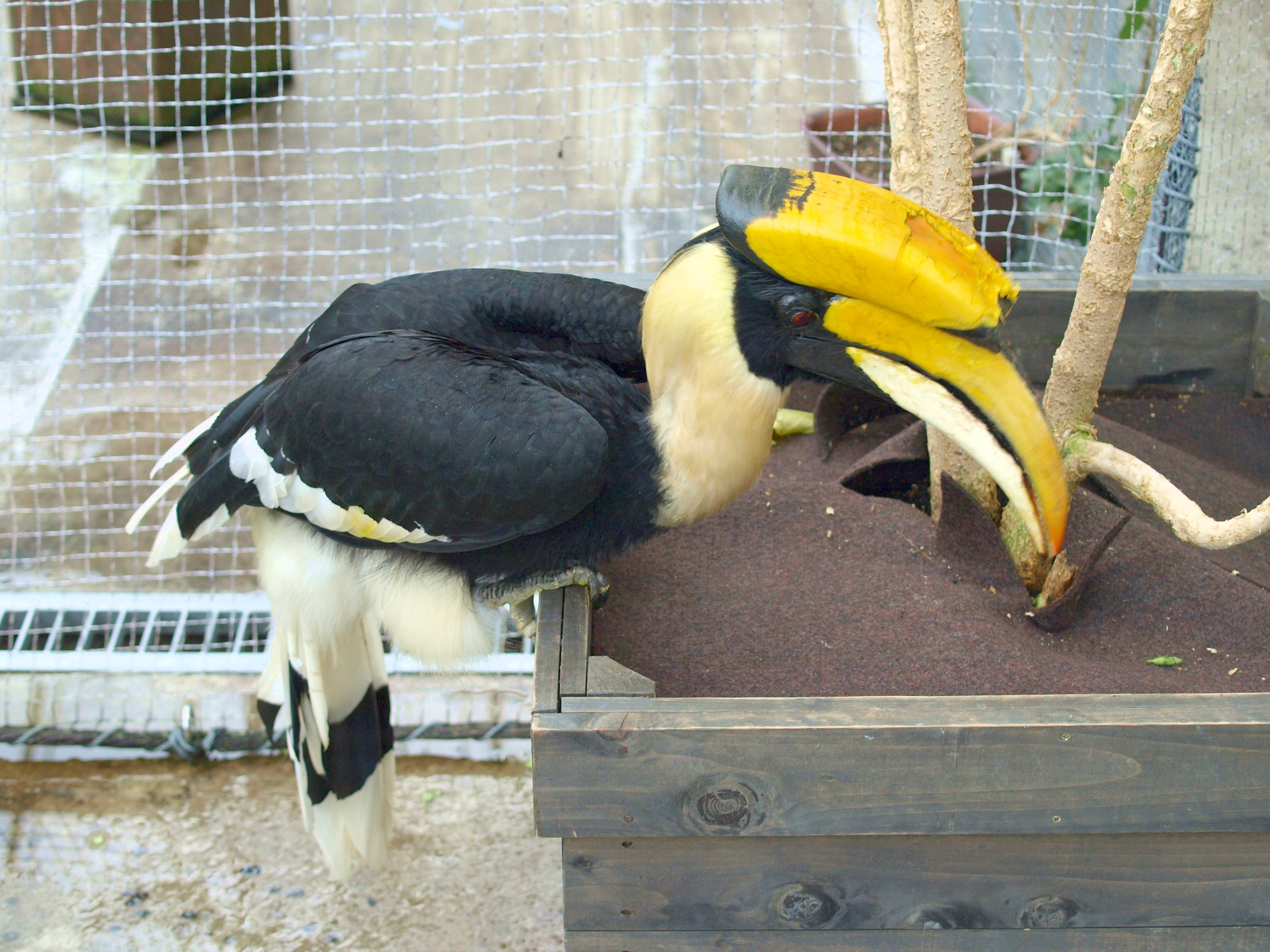
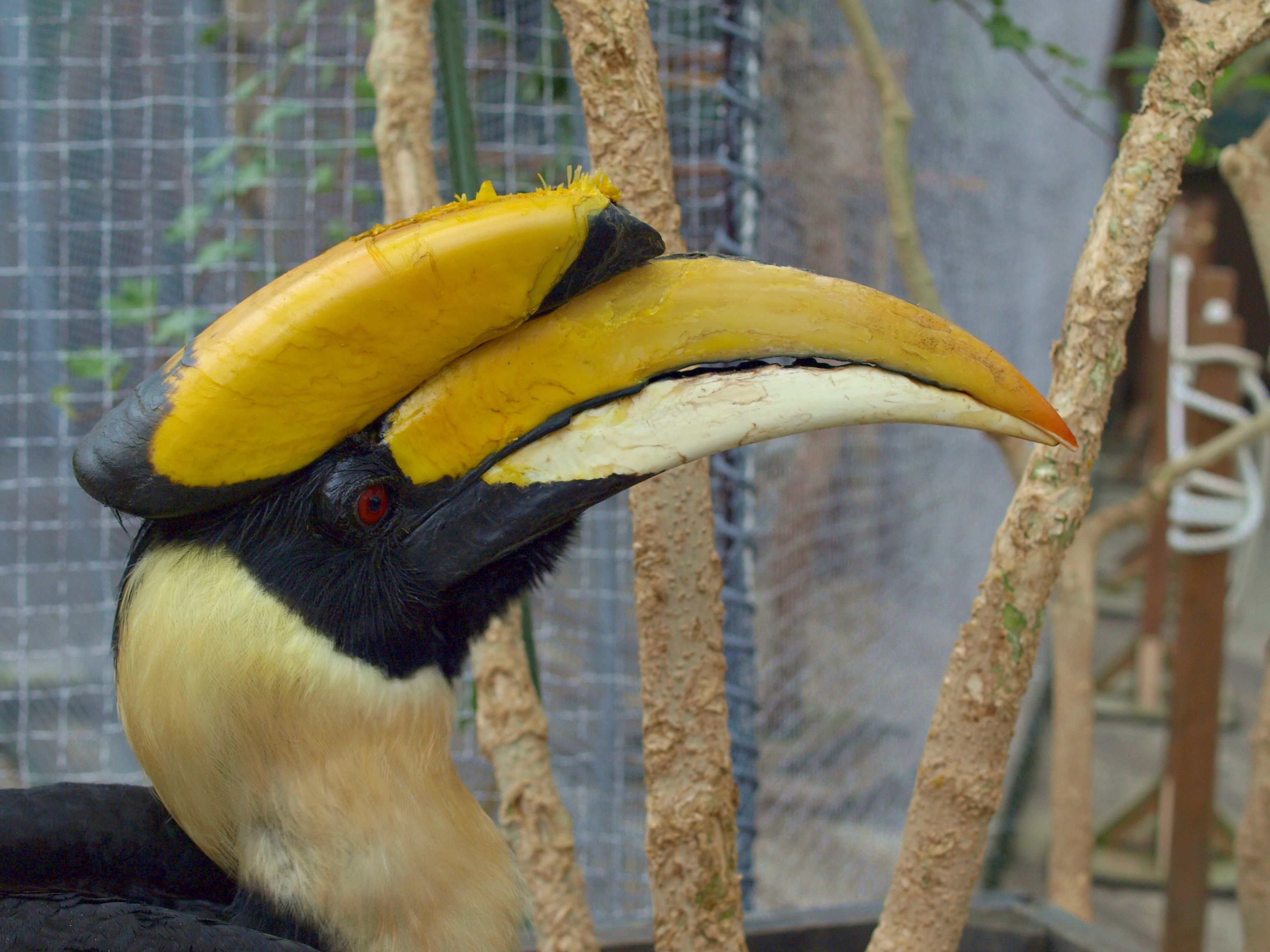
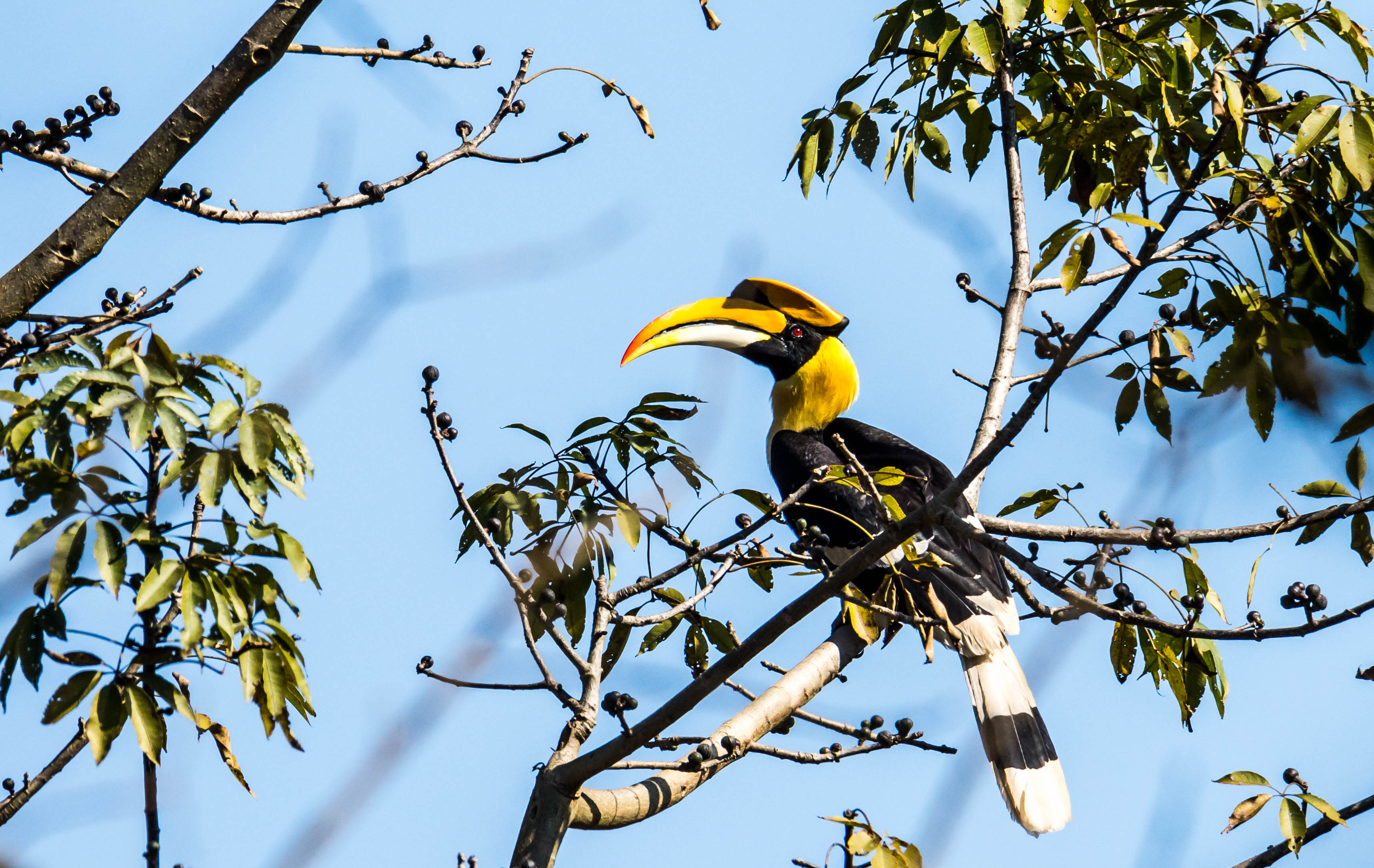